# Un oceano di avventure
Un oceano di avventure (七つの海のティコ?, Nanatsu no umi no Tiko, lett. "Tico dei sette mari"), trasmesso in Italia anche come Un oceano di avventure per Tico e Nancy, è una serie televisiva anime prodotta dalla Nippon Animation. Si compone di 39 episodi trasmessi per la prima volta dalla Fuji Television dal 16 gennaio al 18 dicembre 1994. La serie fa parte del progetto World Masterpiece Theater della Nippon Animation, anche se non basato su un classico della letteratura come tutti gli altri anime del progetto, ma su un soggetto originale. Dalla serie venne comunque tratto un adattamento romanzato, scritto da Akira Hiroo e pubblicato in 3 volumi dalla Kadokawa Sneaker Bunko in concomitanza con la trasmissione televisiva.

## Trama
Nancy Simpson è una ragazzina che, dopo la morte della madre avvenuta qualche anno prima, viaggia con il padre Scott e l'amico siciliano Al su una piccola imbarcazione chiamata "Peperoncino" alla ricerca della mitica Balena Luminosa.
Nancy è accompagnata nelle sue avventure sul mare dall'orca Tico, la sua migliore amica, e durante la storia dovrà vedersela con la GMC, un'associazione criminale alla ricerca anch'essa del mitico cetaceo per poter estrarre dalle sue ossa il "torontium" e produrre con questa sostanza terribili armi chimiche. Inoltre, fin dall'inizio si aggregano alla compagnia Cheryl Melville, ragazza ricca e viziata, con al seguito il suo maggiordomo James, e il piccolo Thomas, figlio del professor Le Conte, antagonista del padre di Nancy.
Nancy e i suoi amici vivranno innumerevoli avventure per mare e per terra. Tico partorirà un cucciolo che verrà chiamato inizialmente Junior, ma che Nancy chiamerà in seguito Tico, dopo che la madre morirà per salvare Al.
Quando la Balena Luminosa viene finalmente trovata, è subito catturata dalla GMC. Nancy, con l'aiuto di Tico e delle migliaia di animali dell'aria e del mare accorsi per i richiami disperati della Balena Luminosa, riesce però a liberarla, scoprendo che le Balene Luminose sono in realtà degli osservatori che esistono fin dalle origini della vita sulla Terra e che custodiscono la conoscenza del passato e del futuro di tutte le specie esistenti.

## Personaggi e doppiatori

### Persone
Nancy Simpson (ナナミ・シンプソン?, Nanami Shinpuson)
Doppiata da: Megumi Hayashibara (ed. giapponese), Lara Parmiani (ed. italiana)
Protagonista della storia, è una ragazzina di 11 anni dai singolari capelli arancioni. Figlia dei biologi marini Scott e Yoko Simpson (morta quando Nancy aveva 3 anni), viaggia per il mondo col padre a bordo della sua piccola nave da ricerca, la Peperoncino. Ha un fortissimo legame di amicizia con Tico, l'orca assieme a cui è cresciuta e con cui trascorre la maggior parte del tempo quando è in mare.
Nancy ama e rispetta il mare e tutte le creature che ci vivono. Possiede un forte senso di giustizia e una grande curiosità, ma anche una personalità spericolata che talvolta la porta a prendere decisioni avventate e intraprendere azioni che vanno contro le raccomandazioni del padre. Essendosi abituata fin da piccola a nuotare in apnea con Tico, non solo sa muoversi sott'acqua con la naturalezza di un pesce ma ha anche sviluppato doti fisiche sovraumane per la sua età: senza servirsi di attrezzatura alcuna riesce a immergersi fin oltre 100 metri di profondità e a trattenere il respiro per più di 5 minuti, eguagliando i primatisti mondiali delle discipline di immersione in apnea. Di solito cammina scalza e veste dei calzoncini rossi e una maglietta gialla, mentre al collo porta sempre un fischietto ricavato da una conchiglia che usa per chiamare Tico quando l'orca è troppo distante o in profondità per udire la sua voce.
In originale il suo nome di battesimo è Nanami, che significa "sette mari" (七海?). Solamente nell'episodio 16 viene chiamata con questo nome da Scott durante il racconto della sua nascita, e Nancy afferma che quello è il suo soprannome in giapponese e che veniva chiamata così dalla madre che era di origine giapponese.
Scott Simpson (スコット・シンプソン?, Sukotto Shinpuson)
Doppiato da: Shūichi Ikeda (ed. giapponese), Oliviero Corbetta (ed. italiana)
Scott (scritto 'Scot' in italiano) è il padre di Nancy, un ricercatore californiano laureato in biologia marina nonché il capitano della Peperoncino. Da 7 anni gira il mondo a bordo della sua imbarcazione assieme alla figlia e all'amico Al alla ricerca della Balena Luminosa, una leggendaria creatura da cui è affascinato da sempre e ancor più da quando Tico all'inizio della storia ne rinviene per caso un osso luminescente, che brilla in prossimità di altri esemplari o dei loro resti. Durante il viaggio scoprirà che anche una potente organizzazione, la GMC, è alla ricerca della mitica balena ma soltanto perché intende sfruttare economicamente la sostanza luminosa contenuta nelle sue ossa, il "torontium": a conoscenza di ciò, egli farà di tutto per impedire che possa cadere nelle sue mani.
Scott è devoto a sua figlia e molto affezionato anche a Tico, che ha salvato quando da piccola si era arenata su una spiaggia lo stesso giorno in cui è nata Nancy. È un uomo di poche parole ma dotato di buon cuore e di buon senso e ha ampie conoscenze in oceanografia e biologia, che sa esporre in modo chiaro e semplice quand'occorre. Non possiede le stesse eccezionali abilità di sua figlia nel nuoto subacqueo, per cui quando deve immergersi in acqua usa sempre uno scafandro o la muta e le bombole. Porta la barba, scura come i capelli, che si è fatta crescere dopo la morte della moglie.
Alfonso Andretti (アルフォンゾ・アンドレッティ?, Arufonzo Andoretti)
Doppiato da: Ken'ichi Ogata (ed. giapponese), Tony Fuochi (ed. italiana)
Soprannominato Al, è un marinaio robusto dai folti baffi che parla con un forte accento siciliano essendo originario di un'isoletta al largo della Sicilia. Dopo che ha conosciuto Scott si è imbarcato sulla Peperoncino come aiutante, diventando il suo braccio destro. Oltre che un bravo cuoco è anche un ingegnere esperto in navi e macchinari in genere; a lui si deve la costruzione di una particolare batisfera che può essere usata dai membri dell'equipaggio per esplorare le profondità marine, anche se si ritrova spesso a doverla riparare. Di carattere allegro e alla mano, Al è sempre alla ricerca di tesori sommersi o intento a escogitare piani per arricchirsi, fallendo però quasi sempre. Sulla sua isola natale ha un'anziana nonna di nome Rosalia e un cugino più giovane di nome Enrico, ma avendo vissuto tanto a lungo con Scott e Nancy ormai considera anche loro parte della propria famiglia, così come Tico, a cui nel corso del viaggio dovrà la vita.
Cheryl Christina Melville (シェリル・クリスティーナ・メルビル?, Sheriru Kurisutīna Merubiru)
Doppiata da: Yūko Mizutani (ed. giapponese), Alessandra Karpoff (ed. italiana)
Cheryl è una giovane donna inglese, figlia unica di una famiglia facoltosa. Volitiva quanto capricciosa, sale sulla Peperoncino per soddisfare la sua brama di avventura, ma inizialmente tiene un rapporto distaccato con gli altri ed è riluttante a svolgere qualsiasi lavoro, che preferisce affidare al maggiordomo che l'accompagna, James. Dopo che questi lascia l'imbarcazione per qualche tempo, Cheryl diventa più responsabile e inizia a mostrare il suo lato gentile, in particolare verso Nancy, fino a divenire per lei una sorta di sorella maggiore. Sembra anche provare dei sentimenti per Scott, non ricambiata.
James McIntyre (ジェームス・マッキンタイア?, Jēmusu Makkintaia)
Doppiato da: Hiroshi Masuoka (ed. giapponese), Cesare Rasini (ed. italiana)
Discendente da una famiglia di maggiordomi, James serve la famiglia Melville da 30 anni. Ha l'incarico di prendersi cura della giovane Cheryl che segue a bordo della Peperoncino, ma dopo pochi episodi lascia l'imbarcazione per poi ritornare verso metà serie. Nonostante il fatto che sia fedele alla sua padrona, esprime sinceramente le proprie opinioni nei suoi riguardi e la rimprovera quando si comporta in maniera sconsiderata. Da buon gentiluomo britannico sa preparare un ottimo tè.
Thomas Le Conte (トーマス・ルコント?, Tōmasu Rukonto)
Doppiato da: Rokurō Naya (ed. giapponese), Paolo Torrisi (ed. italiana)
Thomas (letto 'Tomà' in italiano) è il figlio di 10 anni del professor Charles Le Conte, un vecchio collega statunitense di Scott ora al soldo della GMC. Come Nancy, Thomas viaggia sulla nave da ricerca del padre (divorziato dalla madre), ma a differenza sua viene trascurato dal genitore che è troppo preso dal proprio lavoro, in particolare dalla ricerca della Balena Luminosa. Per questo, in principio mostra un carattere introverso e timido, ma anche un atteggiamento cauto e disonesto. Quando le navi di Scott e del professor Le Conte si incontrano, Thomas si unisce alla Peperoncino a seguito di una disavventura in mare e il viaggio lo cambierà. Darà spesso prova della propria abilità coi computer e diventerà un caro amico di Nancy. Alla fine ristabilirà anche il rapporto con suo padre, e questi con sua moglie.

### Animali
Tico (ティコ?, Tiko)
Tico è il nome dell'esemplare femmina di Orcinus orca coprotagonista della storia. Lei e Nancy sono migliori amiche fin da quando erano piccole, Tico trascorre molto tempo in sua compagnia e da lei si lascia cavalcare volentieri sia in superficie che sott'acqua, condividendone le avventure. Lunga 8 metri e pesante 7 tonnellate, è un animale intelligente e mostra una personalità giocosa e scherzosa, a volte addirittura dispettosa. Segue la Peperoncino nei suoi spostamenti in giro per il mondo e aiuta i membri dell'equipaggio quando si trovano in difficoltà, dimostrando coraggio in situazioni pericolose.
Quest'orca, a differenza degli animali presenti in altre serie animate, non è una semplice mascotte ma un vero e proprio personaggio principale, e quello fra lei e Nancy non è il classico rapporto animale-padrone. Quando era ancora un cucciolo è stata trovata spiaggiata da Scott e dai suoi colleghi ricercatori e, poco dopo essere stata soccorsa, è nata Nancy. Viene adottata da Scott e cresce assieme a sua figlia a cui si lega profondamente. Verso la metà della serie dà alla luce un cucciolo a cui viene dato il nome di Junior che starà sempre accanto alla madre. Purtroppo Tico morirà poco tempo dopo per salvare Al, quando questi rimane incagliato con la batisfera tra i ghiacci polari e l'orca nel tentativo di liberarlo usa il proprio corpo per colpirla con violenza più volte, ferendosi mortalmente e sprofondando esanime negli abissi. La scomparsa di Tico segna profondamente Nancy, che non ha potuto che assistere impotente alla fine della sua più grande amica.
Tico Junior (ティコジュニア?, Tiko Junia)
Junior è il primo nome dato al cucciolo di Tico, nato durante il viaggio nella baia tranquilla di un isolotto tropicale. Ha un carattere simile a quello della madre, dimostrandosi anche più dispettoso oltre che molto curioso essendo piccolo, e all'inizio si comporta in modo brusco nei confronti di Nancy perché è geloso della sua amicizia con Tico. Il suo atteggiamento verso di lei incomincia a mutare in seguito a una brutta avventura sul fondo dell'oceano, quando resta intrappolato in un relitto e Nancy, accorsa in suo aiuto, si trova ella stessa in pericolo di vita rimanendo imprigionata a sua volta dopo averlo liberato, ma Junior va subito ad avvertire la madre perché la soccorra; entrambi hanno così salva la vita grazie all'altro. Dopo la morte di Tico, che farà soffrire tanto anche lui, il legame fra Junior e Nancy si rafforza fino a divenire col tempo un'amicizia solida come quella che c'era fra lei e la madre, al punto che Nancy cambierà il nome di Junior in Tico.
Balena Luminosa (ヒカリクジラ?, Hikari Kujira)
È la misteriosa specie di cetaceo che brilla di luce gialla di cui è alla ricerca Scott. La luce che emette è dovuta a una sostanza sintetizzata all'interno del suo corpo chiamata "torontium" che può avere varie applicazioni scientifiche. L'organizzazione nota come GMC intende trovare e catturare questa balena per estrarne il "torontium" e usarlo al fine di creare armi chimiche. Quando Scott, quasi alla fine della serie, riesce finalmente a realizzare il suo sogno di trovarne una, questa viene catturata dalla GMC e portata alla sua base, ma Nancy, Junior e i loro amici vanno a salvarla e riescono a liberarla. Nell'episodio finale viene rivelato che in realtà le Balene Luminose sono esseri soprannaturali che esistono da quando esiste la vita: Nancy si sente chiamare da una di loro e viene portata insieme a Junior in un'altra dimensione, dove la grande Balena Luminosa le spiega che gli individui della loro specie hanno sempre osservato la vita sulla Terra, custodendo la conoscenza dell'evoluzione degli esseri viventi; lì Nancy incontra gli spiriti di Tico e di sua madre e le vengono mostrate immagini della sua vita passata e futura, prima di ritornare da suo padre e dagli altri. Il messaggio con cui la Balena Luminosa la congeda è che non solo Nancy dovrà continuare a proteggere il mare ma che lei stessa è parte di esso ed esso parte di lei.

## Distribuzione

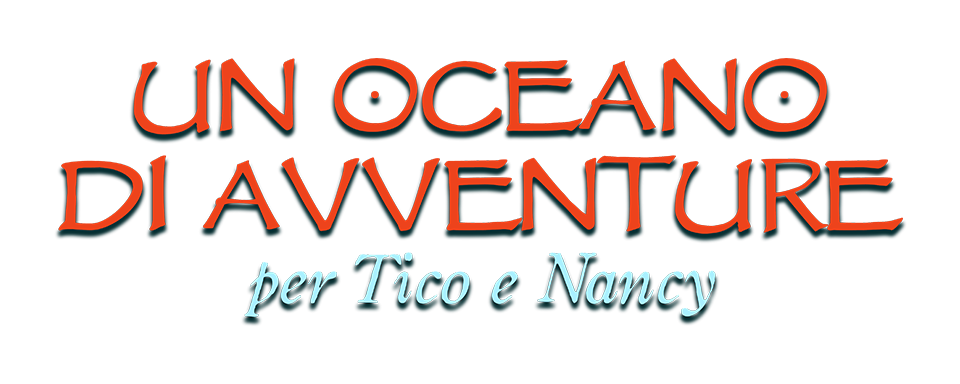
Logo italiano dell'edizione 2022 della serie.

Un oceano di avventure è stato prodotto dalla Nippon Animation e fa parte del progetto World Masterpiece Theater. La serie televisiva anime conta 39 episodi ed è stata trasmessa dal 16 gennaio al 18 dicembre 1994 su Fuji Television. Le sigle iniziale e finale sono state interpretate da Mayumi Shinozuka e sono Sea Loves You e Twinkle Talk.
L'edizione italiana è stata trasmessa da Rete 4 nell'estate 1996. Viene trasmessa per la prima volta in versione rimasterizzata in alta definizione, curata dalla Yamato Video, dall'8 luglio 2022 su Italia 1, con il titolo Un oceano di avventure per Tico e Nancy. Questa edizione è stata in seguito resa disponibile per lo streaming sul canale Anime Generation di Prime Video con il solo audio italiano e senza sottotitoli. Nell'edizione per lo streaming vengono utilizzate le sigle originali. Attualmente è anche disponibile per lo streaming gratuito sulla piattaforma Mediaset Infinity.
Il doppiaggio è stato effettuato presso lo studio Deneb Film di Milano, sotto la direzione di Paolo Torrisi. La traduzione è a cura di Achille Brambilla e Luisella Sgammeglia, i dialoghi sono di Cristina Robustelli. Per l'edizione italiana è stata composta una nuova sigla intitolata Un oceano di avventure, con musica di Gianfranco Fasano e testo di Alessandra Valeri Manera, interpretata da Cristina D'Avena con la partecipazione di Lara Parmiani e Pietro Ubaldi rispettivamente nei panni di Nancy e Al.